# Anatolij Tarasow
Anatolij Władimirowicz Tarasow (ros. Анатолий Владимирович Тарасов; ur. 10 grudnia 1918 w Moskwie, zm. 23 czerwca 1995 tamże) – radziecki sportowiec uprawiający hokej na lodzie oraz piłkę nożną i bandy. Trener hokejowy.

## Życiorys
Kariera zawodnicza
Przed II wojną światową uprawiał piłkę nożną i bandy w klubach CDKA Moskwa i Dynama Odessa. W czasie II wojny światowej walczył w stopniu kapitana, a następnie majora. Po wojnie w 1946 roku rozpoczął karierę hokejową, gdy zapoczątkowano mistrzostwa ZSRR w hokeju na lodzie. Był wówczas graczem klubu WWS Moskwa (1945–1947). Wkrótce otrzymał zadanie stworzenia od podstaw sekcji hokejowej CSKA Moskwa (oraz generalnie państwowego programu hokejowego) i był hokeistą tej drużyny w latach 1947–1953. Rozegrał 100 meczów, w których strzelił 106 bramek.
Kariera trenerska
W 1937 roku rozpoczął studia w Wyższej Szkole Trenerów w Moskiewskim Instytucie Wychowania Fizycznego, łącząc wiedzę praktyczną uprawiania sportu z teorią. Był pierwszym trenerem drużyny CSKA Moskwa w latach 1946–1975 (w tym do 1950 roku jako grający trener; zaś później z przerwą od stycznia do listopada 1961 roku). Po  odejściu z CSKA jesienią 1961 został trenerem SKA Nowosybirsk. Ponadto od listopada 1974 i w sezonie 1975 roku był trenerem sekcji piłkarskiej CSKA Moskwa. W ramach swojej pracy w klubie kontrolowanym przez Armię Czerwoną funkcjonował także w stopniu wojskowym pułkownika. Z jego inicjatywy powstała akcja "Złoty Krążek", w ramach której corocznie ponad milion dzieci niezrzeszonych w klubach grało w hokeja. Te rozgrywki służyły za okazję do wyszukiwania talentów sportowych. Był także selekcjonerem reprezentacji ZSRR (1958-1960). Od 1963 roku był asystentem Arkadija Czernyszowa tworząc z nim duet szkoleniowy do 1972 roku. Jego znanym powiedzeniem było "raboti, raboti" (pracować, pracować). Motto Tarasowa brzmiało: Kto pracuje więcej od innych, ma też więcej sukcesów niż inni. Jego metody szkoleniowe były określane przez reprezentantów ZSRR jako nieludzkie z racji dziennej dawki treningów w wymiarze nawet siedmiu godzin. Encyklopedia Britannica nazwała go mianem ojca rosyjskiego hokeja. Reprezentacja ZSRR trenowana przez niego była przez wiele lat najlepsza na świecie. Karierę trenerską zakończył po igrzyskach w 1972 roku. Swoje metody szkoleniowe opisał w książkach (m.in. polskie wydanie Hokej jest moją pasją z 1971 roku). Zmarł w Moskwie w 1995 roku. Został pochowany na cmentarzu Wagańkowskim.
Inne informacje
Jego brat Jurij, także hokeista, zginął w katastrofie samolotu drużyny WWS MWO Moskwa w 1950 roku. Córka Tatiana (ur. 1947) uprawiała łyżwiarstwo figurowe, a po namowie ojca została również trenerką tej dyscypliny.
W 1974 roku został przyjęty do Hockey Hall of Fame jako pierwszy trener z Europy.
Dla upamiętnienia jego osoby władze powstałej w 2008 roku rosyjskiej ligi hokejowej KHL stworzyły w ramach rozgrywek Dywizję Tarasowa w Konferencji Zachód.
Po sezonie KHL (2013/2014) władze ligi po raz pierwszy przyznały Nagrodę „Wiara w Młodzież” im. Anatolija Tarasowa dla trenerów dających szansę gry obiecującym zawodnikom młodego pokolenia.

## Sukcesy
Zawodnicze piłkarskie
- Brązowy medal mistrzostw ZSRR: 1939 z CDKA

Zawodnicze hokejowe z CSKA
- Złoty medal mistrzostw ZSRR: 1948, 1949, 1950
- Srebrny medal mistrzostw ZSRR: 1947, 1952, 1953
- Finał Pucharu ZSRR: 1953

Trenerskie hokejowe klubowe z CSKA
- Złoty medal mistrzostw ZSRR: 1948, 1949, 1950, 1955, 1956, 1958, 1959, 1960, 1961, 1963, 1964, 1965, 1966, 1968, 1970, 1971, 1972, 1973, 1975
- Srebrny medal mistrzostw ZSRR: 1952, 1953, 1954, 1957, 1967, 1969, 1974
- Brązowy medal mistrzostw ZSRR: 1962
- Puchar ZSRR: 1954, 1955, 1956, 1961, 1966, 1967, 1968, 1969, 1973
- Finał Pucharu ZSRR: 1976

Trenerskie hokejowe z reprezentacją ZSRR
- Złoty medal mistrzostw świata: 1962, 1963, 1964, 1965, 1966, 1967, 1968, 1969, 1970, 1971
- Złoty medal mistrzostw Europy: 1963, 1964, 1965, 1966, 1967, 1968, 1969, 1970
- Srebrny medal mistrzostw Europy: 1971
- Złoty medal igrzysk olimpijskich: 1964, 1968, 1972

## Odznaczenia i wyróżnienia
- Zasłużony Mistrz Sportu ZSRR w hokeju na lodzie: 1949
- Zasłużony Mistrz Sportu ZSRR: 1957 (jako twórca)
- Order Czerwonego Sztandaru Pracy: 1957, 1972
- Order „Znak Honoru”: 1965, 1968
- Hockey Hall of Fame: 1974 (jako twórca)
- Galeria Sławy IIHF: 1997 (jako twórca, pośmiertnie)
- Rosyjska Galeria Hokejowej Sławy: 2014 (pośmiertnie)